# Arte etrusca
Per arte etrusca si intende la produzione artistica degli Etruschi, popolo stanziato nel territorio chiamato Etruria, triangolo compreso tra l'Arno a Nord, il Tevere a Sud e il Mar Tirreno a Ovest, con propaggini anche nell'Italia settentrionale, tra Emilia-Romagna, Lombardia e Veneto meridionali, e alcuni territori nell'Italia meridionale in Campania. L'arte etrusca si distingue tra il IX secolo a.C. e il I secolo a.C. circa (l'epoca di Silla e Ottaviano) rispetto a quella delle civiltà italiche di epoca preromana. Tale distinzione si affievolisce in modo progressivo a partire dal III secolo a.C. quando, insieme ai contributi provenienti da altre civiltà della penisola, la produzione etrusca confluisce nell'arte detta medio italica, fondamento sul quale andrà a costituirsi l'arte romana.

## Periodizzazione
L'arte etrusca viene di solito divisa in cinque diversi periodi storico-artistici:
- Dal 900 a.C. al 675 a.C.: il periodo villanoviano o geometrico.
- Dal 675 a.C. al 575 a.C.: il periodo orientalizzante.
- Dal 575 a.C. al 480 a.C.: il periodo arcaico.
- Dal 480 a.C. al 300 a.C.: il periodo classico o età di mezzo.
- Dal 300 a.C. al 50 a.C.: il periodo ellenistico.

### Villanoviano

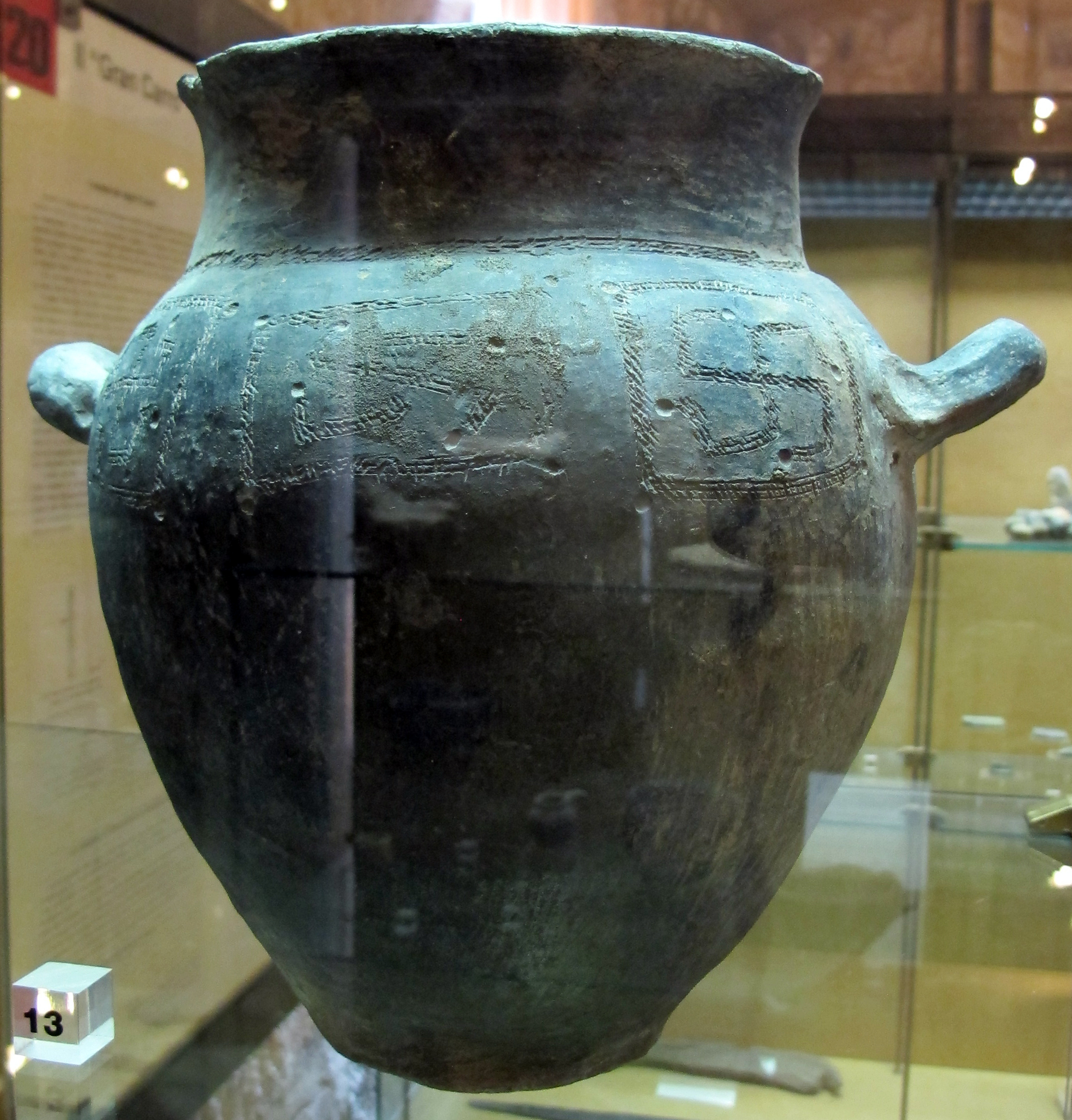
Olla ovoide con orlo svasato dell'IX secolo a.C., Museo territoriale del Lago di Bolsena

Nel periodo villanoviano, compreso tra il X e il VII secolo a.C., l'enfasi sull'arte funeraria è già evidente. Caratterizzato da ceramica a impasto con decorazioni geometriche, o urne a forma di capanna, durante questo periodo è importante anche la produzione di oggetti di bronzo, per lo più di piccole dimensioni, tranne che per le navi, che sono decorati con modanature o con linee incise. 
Dopo poche generazioni dall'avvento della cultura villanoviana, caratterizzata da corredi sobri, si registrano numerosi scambi tra le comunità villanoviane e le altre culture, in particolare con la Sardegna nuragica, e in minor parte con le comunità enotrie dell'Italia meridionale. Sarà proprio la Sardegna con la sua tradizione bronzistica di tradizione miceneo-cipriota a esercitare la maggiore capacità di attrazione, come testimoniano i numerosi bronzetti sardi trovati nei corredi funerari di questo periodo.

### Orientalizzante

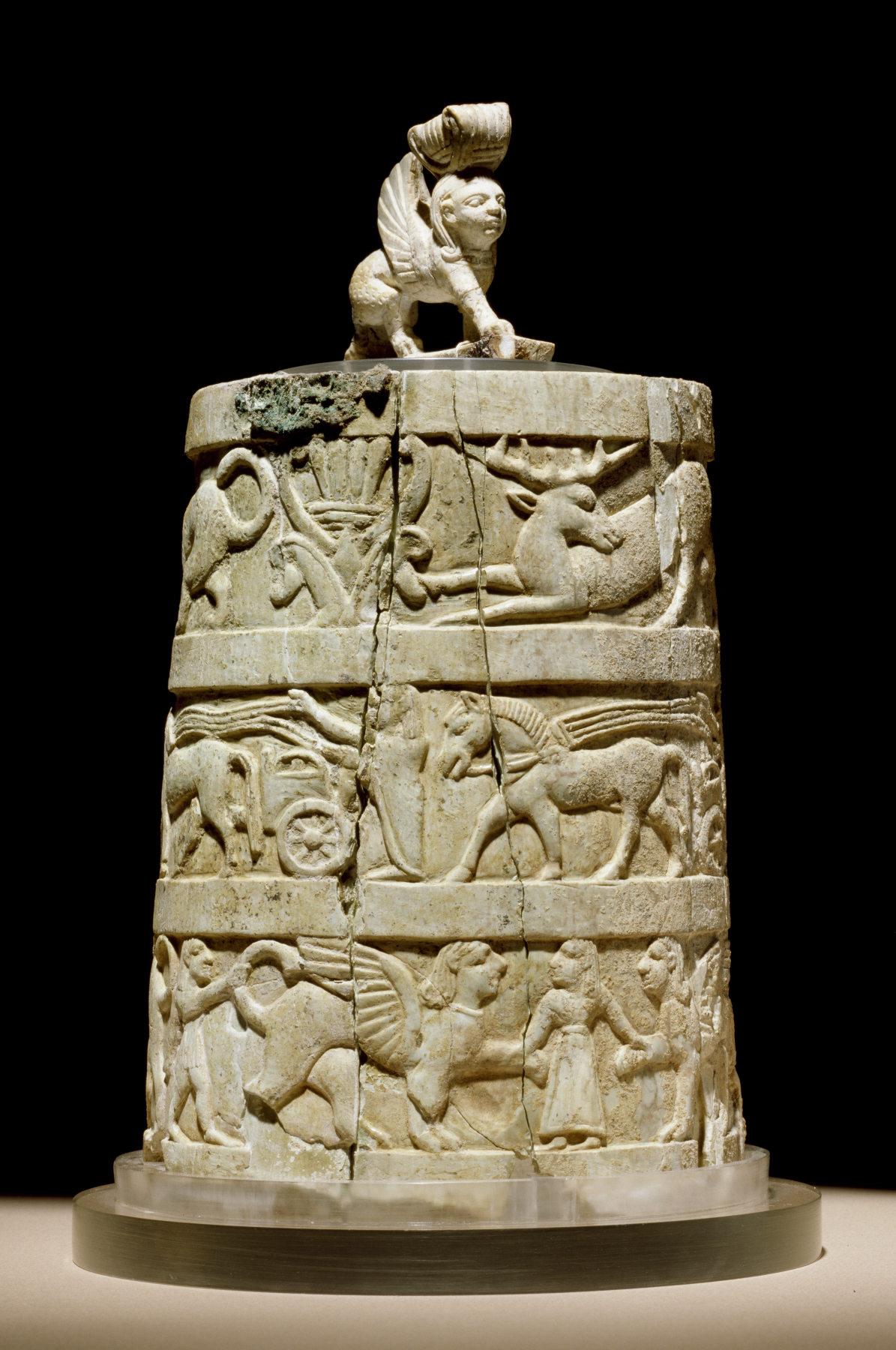
Pisside eburnea proveniente dalla tomba Regolini-Galassi, (Walters Art Museum, Baltimora - 71489).

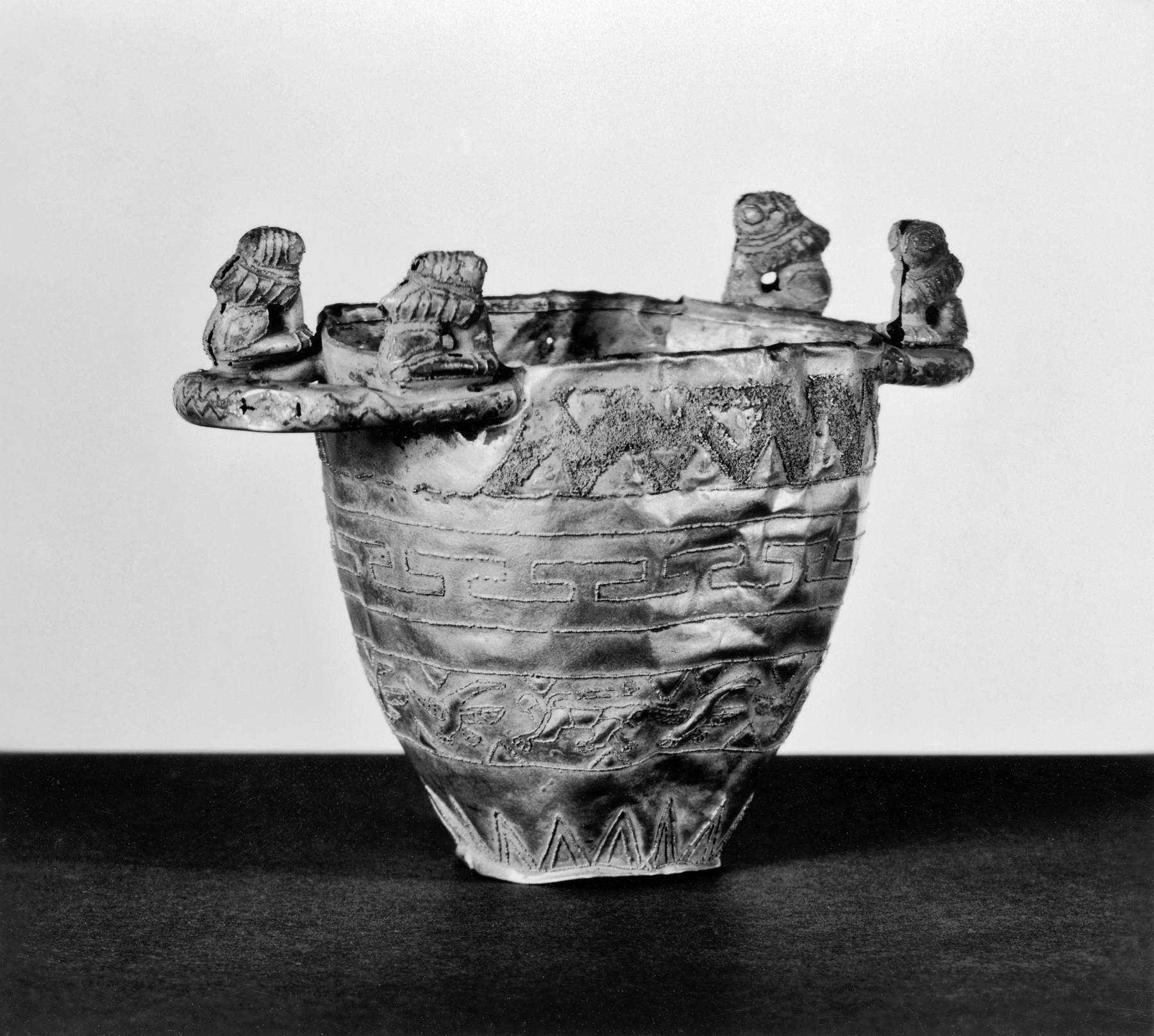
Coppa etrusca con decorazioni plastiche e granulazione a pulviscolo (Walters Art Museum, Baltimora - 57372).

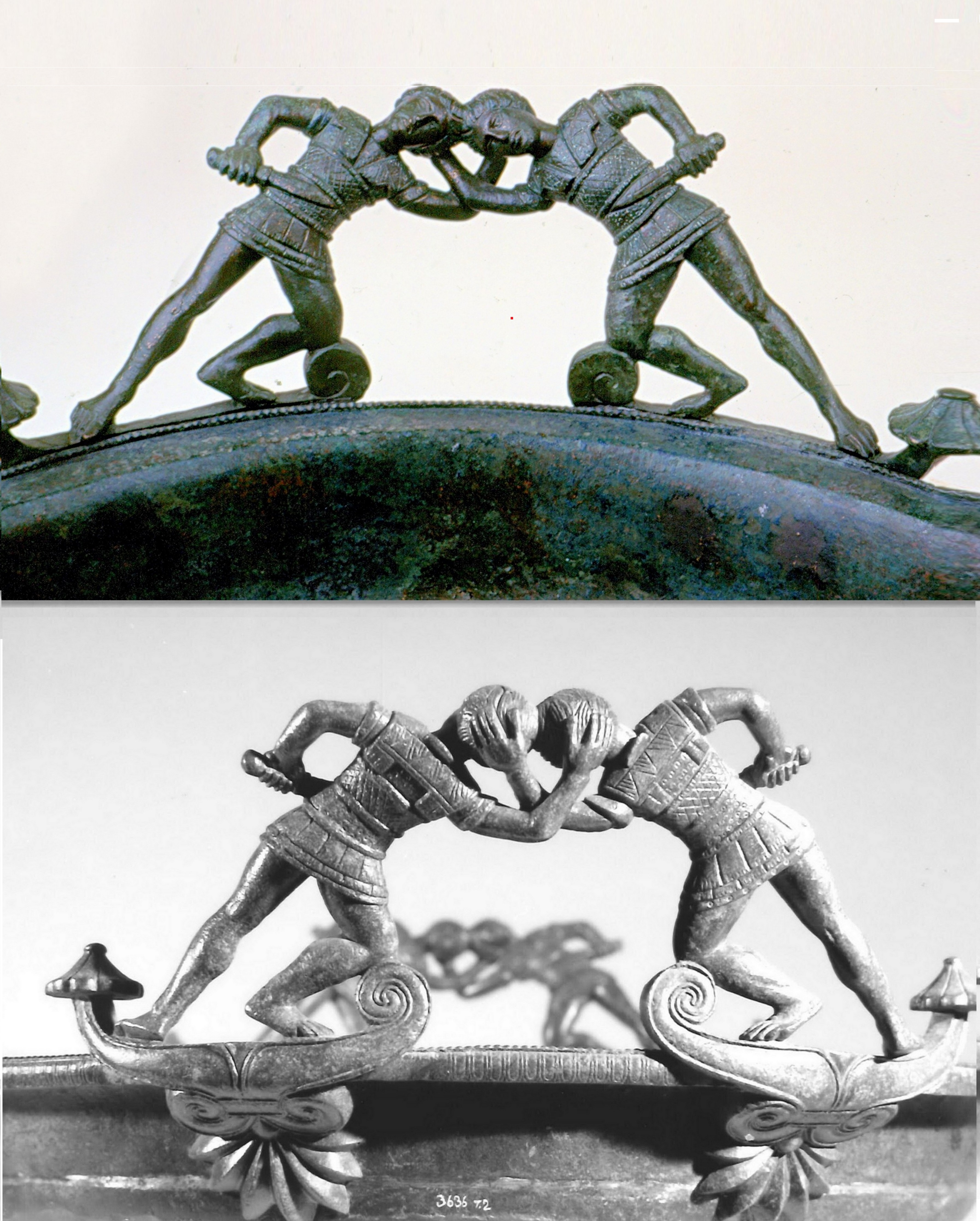
Teglia etrusca con anse figurate a guerrieri in lotta, da tomba sènone - particolari (Museo archeologico nazionale delle Marche, Ancona)

Il periodo detto orientalizzante è compreso tra gli ultimi due decenni dell'VIII e i primi del VI secolo a.C. ed è così chiamato per il tipo di cultura che principalmente esprime. La struttura agro-pastorale della civiltà villanoviana si disgregò in seguito ai nuovi scambi commerciali e culturali con civiltà diverse, a partire dai primi incontri con i mercanti eubei giunti in occidente alla ricerca di giacimenti minerari. I nuovi sbocchi commerciali incrementarono le ricchezze delle classi aristocratiche etrusche le quali a loro volta divennero destinatarie di oggetti di lusso importati dalla Grecia e dal Vicino Oriente. Tale crescita economica si verificò nelle zone abitate presso le vie di comunicazione principali tra Etruria e Campania e come conseguenza del possesso della terra, dello sviluppo agricolo e della disponibilità delle zone metallifere. Gli Eubei nello stesso periodo si stabilivano in Asia Minore, le espansioni fenicie e levantine a loro volta contribuivano alla diffusione anche in territorio etrusco di quel linguaggio detto orientalizzante che aveva già allargato il patrimonio figurativo dei greci, introducendo in Etruria meridionale merci di fabbricazione egiziana, siriaca, fenicia e anatolica.
Una prima disomogeneità nella "ricchezza" dei materiali dei corredi funerari iniziò ad apparire nell'VIII secolo a.C. con l'inclusione di oggetti di importazione quali paste vitree e sigilli, e divenne più evidente nella prima metà del VII secolo a.C. inizialmente nei centri marittimi della Toscana, principali territori metalliferi. Il processo di autocelebrazione delle classi aristocratiche etrusche attraverso l'edificazione dei grandi complessi tombali unifamiliari ebbe inizio anch'esso nella prima metà del VII secolo a.C. nell'Etruria meridionale, a Caere, Tarquinia e Vulci a seguito di un arricchimento inizialmente dovuto all'impiego di nuove colture. Tra i centri dell'Etruria tirrenica si distingue, in epoca orientalizzante, Vetulonia, i cui sepolcri sono caratterizzati dai cerchi in pietra che circondano le tombe appartenenti alle famiglie più ricche. All'interno la fossa sepolcrale è separata dalle altre che contengono il corredo dove sono sempre presenti il carro, l'armatura e il lebete con gli oggetti più preziosi provenienti da aree diverse, dall'Etruria meridionale come dal Vicino Oriente. L'attività artigianale locale era prevalentemente bronzistica, ma la lavorazione di altri materiali, come l'avorio, è documentata dalla presenza dei materiali stessi importati e non ancora lavorati.
Materiali e oggetti di lusso, importati o prodotti localmente nel VII secolo a.C. si rinvennero a Preneste (tomba Bernardini e tomba Barberini) e a Caere (tomba Regolini-Galassi). Tra gli oggetti più preziosi i grandi calderoni bronzei con protomi di animali, i tripodi e le coppe bronzee o argentee con decorazione a sbalzo di produzione fenicia.
Gli Etruschi rispetto alle altre civiltà italiche manifestarono una particolare capacità di assimilazione, ma anche il disinteresse verso l'organizzazione dei linguaggi e delle forme, di diversa provenienza e origine, all'interno di una propria tradizione organica; i beni suntuari, importati o prodotti sul luogo da artigiani stranieri, forse nemmeno stanziali, insediatisi in Etruria nella prima metà del VII secolo a.C., erano destinati ad un consumo ristretto e difficilmente poterono stabilire uno stile particolare all'interno di una produzione più vasta. Le produzioni indigene di imitazione assorbirono un linguaggio composito, detto appunto orientalizzante, distinguendosi tuttavia per una immediatezza e spontaneità espressiva mai soppressa nel tempo, particolarmente avvertibile, in questi primi decenni, nelle attività artigianali legate a materie di antica tradizione locale e meno aperte alle influenze dei prodotti di importazione, come l'impasto e il bronzo. La produzione orientalizzante etrusca si distingueva inoltre, malgrado le differenze regionali esistenti soprattutto in epoca orientalizzante e arcaica, per la prevalenza degli elementi ornamentali e animali a discapito dell'interesse verso l'aspetto narrativo della rappresentazione, tipico invece delle contemporanee esperienze greche.
L'insediamento in Etruria di artigiani stranieri che fece seguito alla presenza di una classe sociale disposta ad acquistarne i prodotti favorì lo sviluppo di un artigianato locale che ne riprendeva i modelli di produzione in funzione concorrenziale. Tra questi artigiani immigrati l'autore del vaso di Aristonothos è stato l'unico a lasciarci il suo nome: egli chiuse l'esperienza euboico-cicladica a seguito della quale si aprì una fase di prevalente influenza corinzia, in un'epoca in cui si inseriscono le figure di Demarato di Corinto e degli artigiani giunti in Etruria al suo seguito. Caere e Vulci divennero i maggiori centri di importazione dei vasi corinzi fino alla prima metà del VI secolo a.C., da questi centri le imitazioni venivano esportate negli altri centri dell'Etruria e nel Sud Italia. Gli elementi greco-orientali tuttavia non scomparvero e furono anzi rinforzati dall'espansione di Focea verso occidente e dallo stabilirsi in Etruria di ceramografi come il Pittore delle rondini (630-620 a.C.).
L'alternanza tra i modelli figurativi greci e vicino-orientali non si interruppe, ma a partire dal 630 a.C. (convenzionalmente la data di inizio dell'orientalizzante recente, collegato alla diffusione della ceramica etrusco-corinzia) essi si trovarono a essere mediati esclusivamente dalla cultura greca entro la quale la classe dominante etrusca trovò il linguaggio più adatto alle proprie esigenze espressive. Con l'orientalizzante recente si raggiunse in Etruria una certa omogeneità di linguaggio, basato su un tessuto artigianale ormai ampio benché diversificato.

### Arcaico

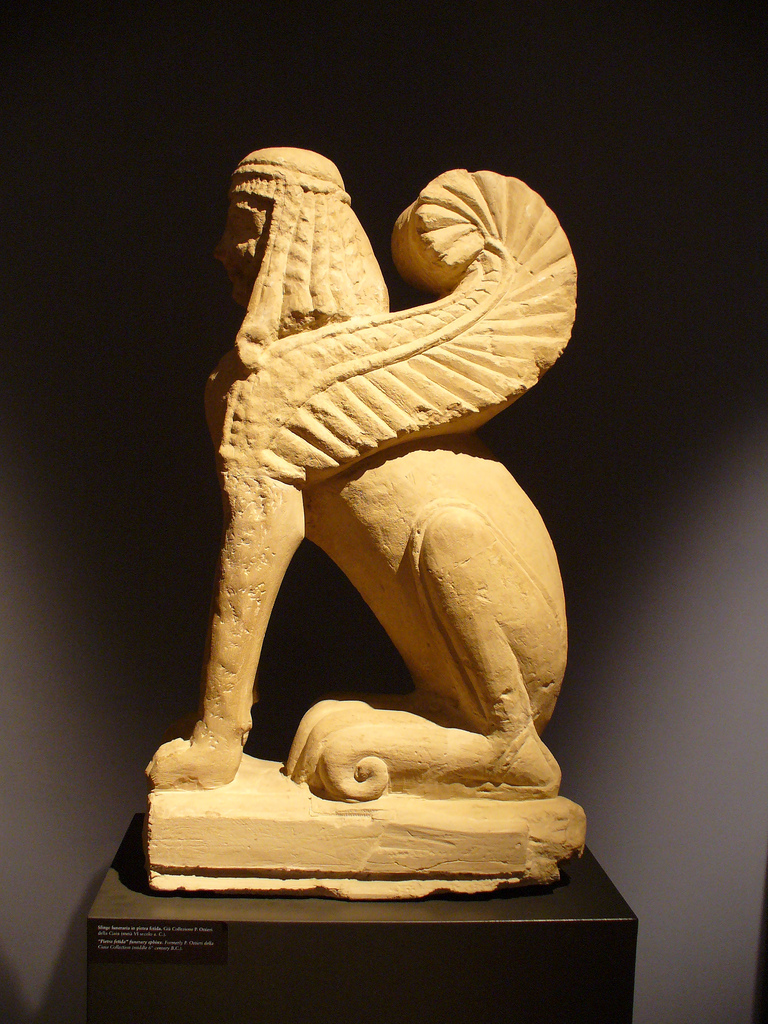
Sfinge in pietra, 570-560 a.C. Da Chiusi. Museo archeologico nazionale di Chiusi.

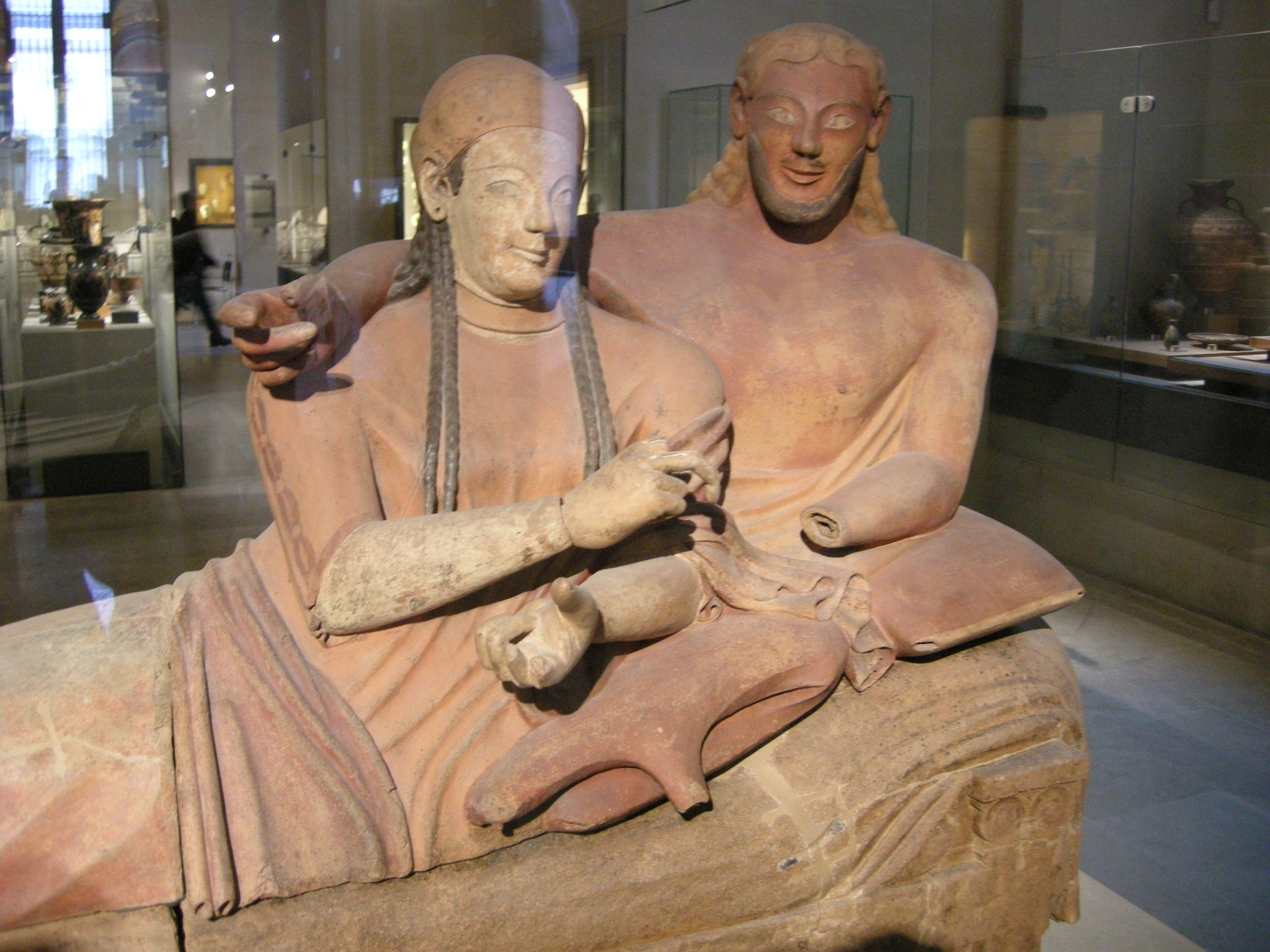
Sarcofago degli sposi. Parigi, Louvre Cp 5194.

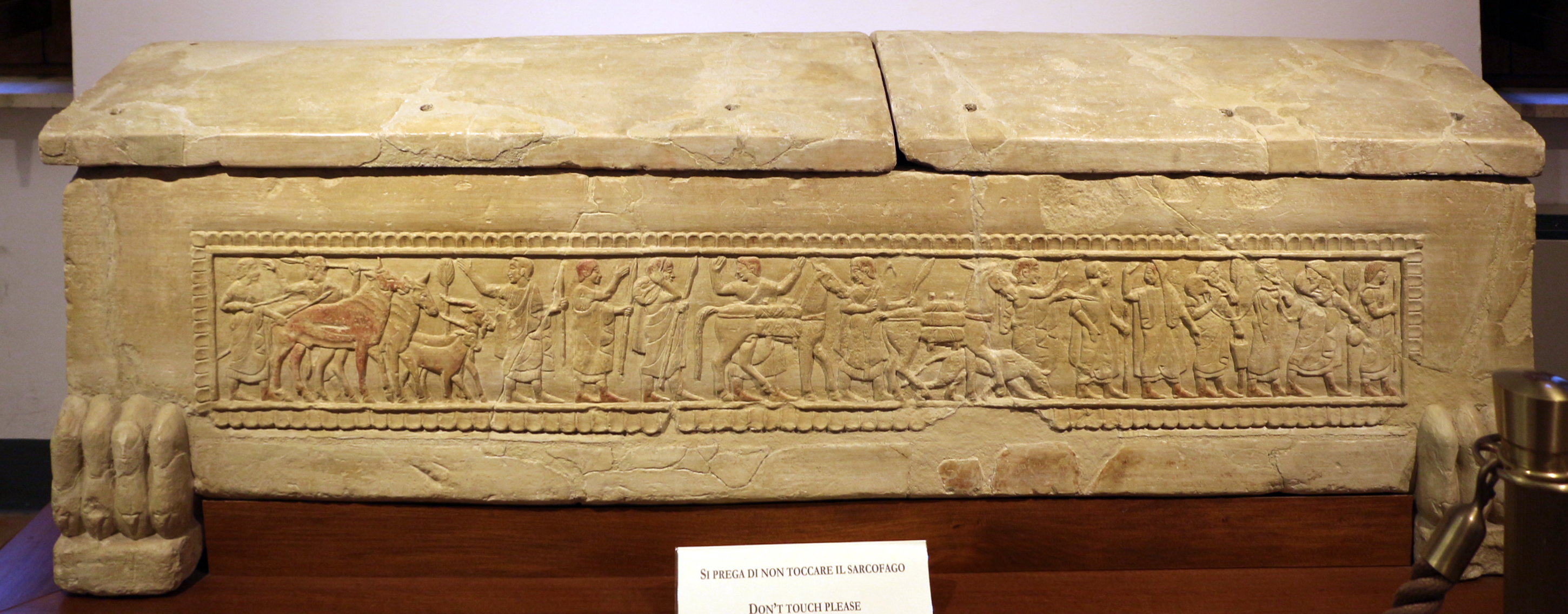
Sarcofago della necropoli dello Sperandio. Perugia, Museo archeologico nazionale dell'Umbria 195.

Si indica con il termine arcaico il secolo compreso tra il 580 e il 480 a.C. circa. Fu il periodo in cui emerse la dodecapoli etrusca e in cui il potere, dalle mani di un singolo sovrano, passò in quelle di una stretta oligarchia come conseguenza del fenomeno di urbanizzazione ormai giunto al suo completamento. La nuova organizzazione sociale portò allo svilupparsi dell'edilizia civile e della tipologia templare; le opere pubbliche, attrassero gran parte delle ricchezze prima dedicate al consumo privato; con l'edificazione dei templi comparvero anche le offerte le quali assorbirono parte dei beni che sarebbero altrimenti confluiti nei corredi funerari. Le ceramiche greche di importazione, di provenienza prima corinzia poi prevalentemente attica, furono frequentemente affiancate da una produzione locale di livello medio. La produzione di vasellame da tavola, in bronzo e in ceramica, venne stimolata tra l'altro dal nuovo costume del simposio; tipiche le brocche, usate come attingitoio, definite schnabelkanne. Il complesso palaziale di Poggio Civitate, nei pressi di Murlo a sud di Siena, mostra tuttavia come il fenomeno appena descritto fosse riservato, nella prima metà del VI secolo a.C., alle zone meridionali e costiere dell'Etruria, coinvolgendo l'entroterra, con il formarsi di una nuova oligarchia agraria, solo a partire dalla fine del VI secolo a.C.
Tra i coroplasti (gli artigiani della terracotta) si diffuse l'impiego della tecnica a stampo per le lastre architettoniche di rivestimento decorate a rilievo, testimoniata nella decorazione della seconda fase del palazzo di Poggio Civitate (580-570 a.C.); si elaborarono fregi figurati a carattere narrativo funzionali all'ideologia gentilizia.
Al di sopra della produzione artigianale destinata al consumo quotidiano, uniformemente diffusa, la produzione qualitativamente più elevata diviene in questo periodo individuabile. Bucchero di pregiata fattura era prodotto a Vulci, Orvieto e Tarquinia, la ceramica a figure nere, il bronzo e la coroplastica si trovavano a Vulci, Orvieto e Caere. Gli artigiani dediti alla fusione a cera persa si staccarono dalle botteghe dei bronzisti alla fine del VI secolo a.C. quando la nuova tecnica si diffuse anche in Etruria.
È su commissione di Tarquinio Prisco che Plinio (Nat. hist., XXXV, 157), seguendo Varrone, pone l'esecuzione da parte di Vulca da Veio della statua fittile di Giove per il tempio Capitolino a Roma, in un'epoca che potrebbe quindi coincidere con quella della seconda fase del palazzo di Poggio Civitate, sebbene la cronologia dell'attività di Vulca sia sempre stata dubbia. Nella statuaria in pietra Vulci si pose come centro attivo nel VI secolo a.C., insieme a Chiusi; si impiegavano il nenfro, l'arenaria e il tufo per le statue, prevalentemente animalistiche e a scopo apotropaico, da porre all'esterno delle tombe. La serie di queste statue testimonia il passaggio dallo stile dedalico, esemplificato dal noto Centauro di Vulci (al Museo nazionale etrusco di Villa Giulia), allo stile ionizzante della fine del secolo, quando tali apparati decorativi esterni, insieme ai bassorilievi che decoravano il tamburo delle tombe a tumulo, terminarono forse a seguito dell'emanazione di leggi antisuntuarie, lasciando spazio ad una maggiore decorazione interna. A Chiusi si usava la pietra per le urne cinerarie, destinate all'interno delle tombe, dove presero il posto dei canopi chiusini.
La nuova ondata di ionismo che si verificò in Etruria dal terzo quarto del VI secolo a.C. era collegata alla progressiva avanzata di Focea verso occidente, dalla fondazione di Marsiglia nel 600 a.C. alla diaspora determinata dall'avanzata persiana del 545 a.C. circa (Battaglia di Alalia). Le idrie ceretane rientravano in questa temperie. Attraverso l'emporio di Gravisca gli artisti ionici ebbero un forte impatto sulla pittura funeraria di Tarquinia e sulla scultura in pietra, come testimoniato dalla Venere di Cannicella e dalle statue-cinerario chiusine. L'attività coroplastica di Caere produsse in questa fase le due notissime urne-sarcofago con coppia a banchetto, opere iniziali di una attività al servizio dei privati che avrà fortuna fino al 480 a.C. circa.
Intorno al 520 a.C. le lastre fittili di rivestimento degli edifici mutarono, per l'ingresso in Etruria meridionale di maestranze provenienti dalla Magna Grecia e dalla Sicilia, sia nella composizione dell'argilla sia nella decorazione, per la quale nel persistere dei lunghi fregi decorati a stampo, si abbandonò la figurazione a favore di stilemi vegetali. L'evoluzione si verificò inizialmente a Caere, a Veio e a Falerii. Appartengono a questa fase le decorazioni architettoniche del tempio di Portonaccio a Veio, del tempio B di Pyrgi e del tempio di Mater Matuta di Satricum, le ultime due ad opera della scuola cerite. Rispetto alla produzione di Caere, la scuola di Veio si manifestava con un carattere maggiormente espressivo, ancora evidente nelle generazioni seguenti, che proseguirono l'attività fino al 480 a.C. circa.
Il movimento di merci e persone gravitante intorno all'emporio di Gravisca determinò una risposta stilistica tutt'altro che omogenea per quanto riguarda le maestranze attive nella decorazione pittorica dei sepolcri di Tarquinia: nella seconda metà del VI secolo a.C. vi si trovavano botteghe diverse e di diversa formazione, pur nell'ambito di una prevalente matrice greco-orientale. In questo panorama si inserì tra VI e V secolo a.C. una nuova attenzione al disegno attico (v. Ceramica a figure rosse) che giunse ad una punta di virtuosismo nel fregio inferiore della tomba delle Bighe, opera importante anche in ambito tematico per la comprensione delle esigenze espressive della nuova classe aristocratica in ascesa.

### Periodo classico o età di mezzo.
Dal 480 al 320 a.C.

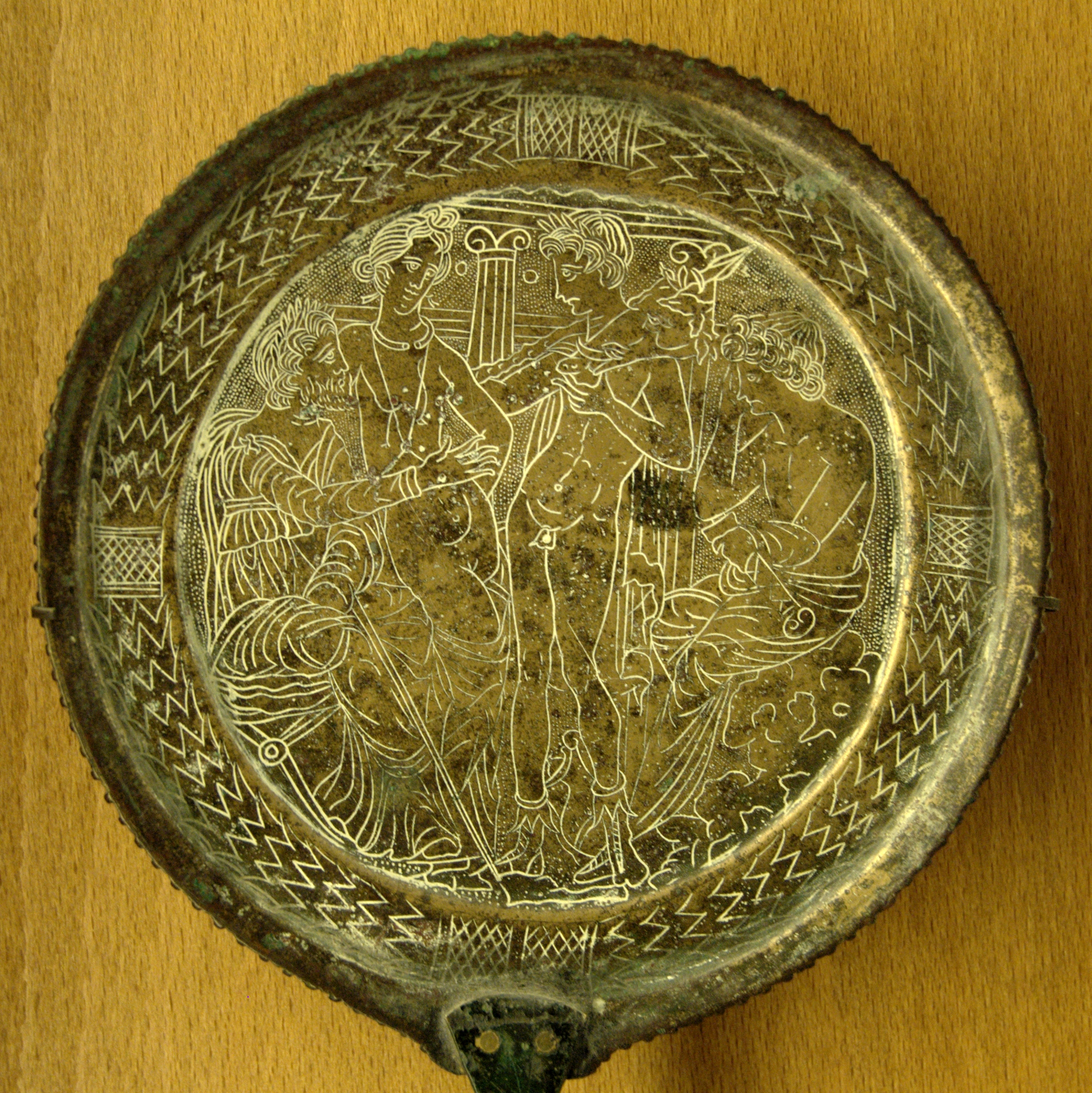
Specchio etrusco inciso, fine IV secolo a.C. Parigi, Louvre Br 1749.

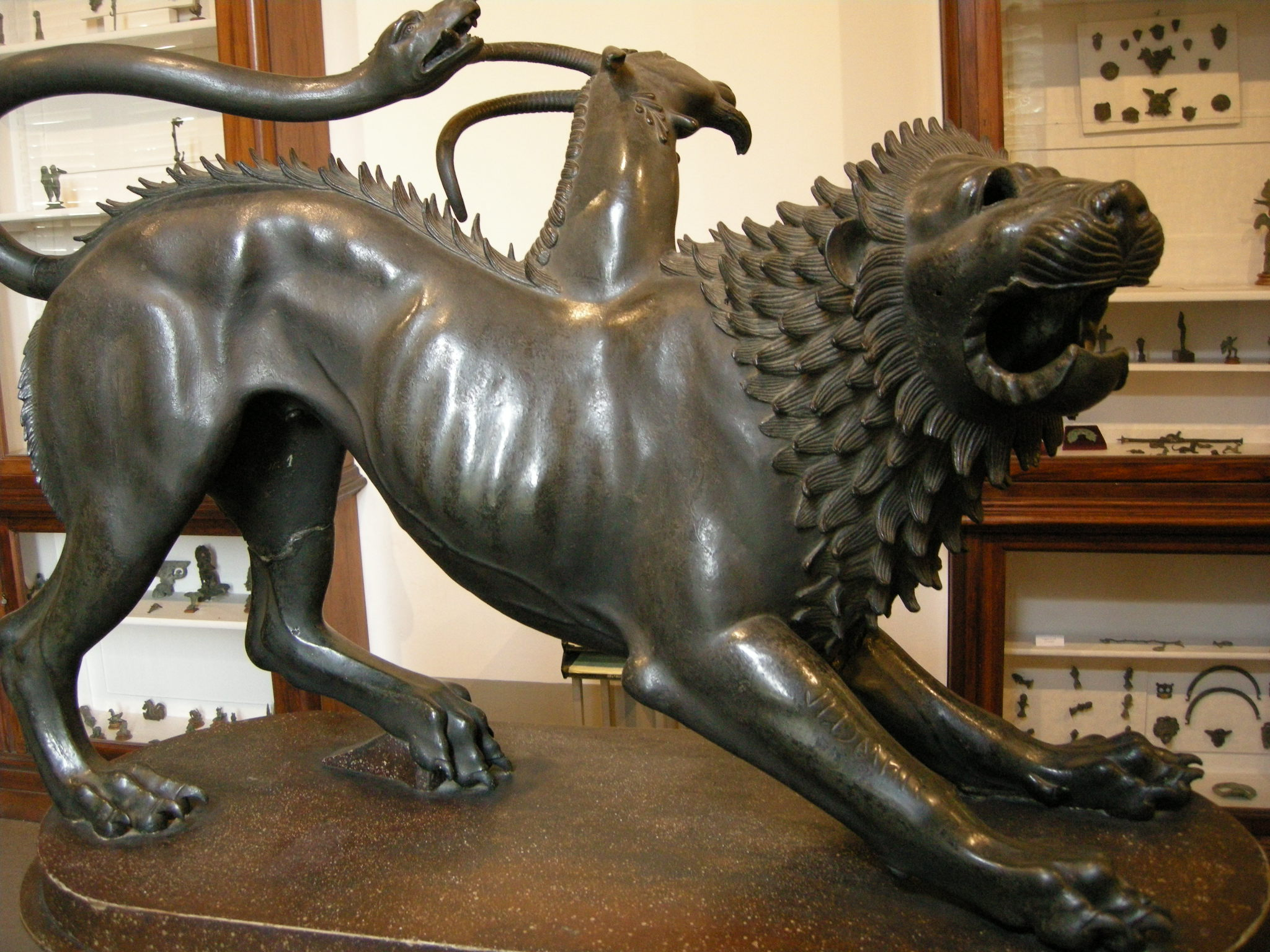
Chimera d'Arezzo. Firenze, Museo archeologico nazionale 1.

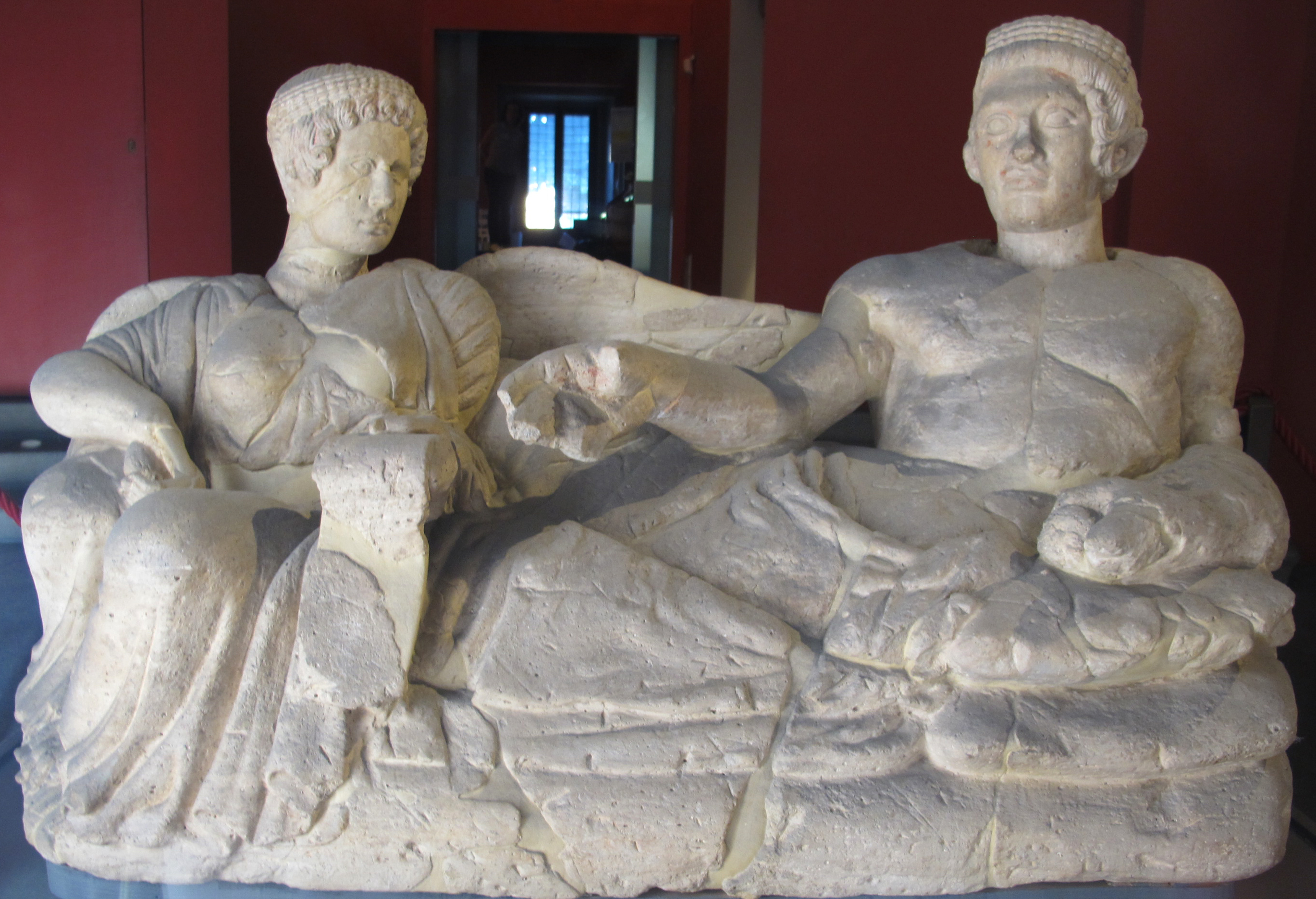
Statua cinerario chiusina, dalla necropoli della Pedata, Chianciano. Firenze, Museo archeologico nazionale.

Cavalli alati di Tarquinia, lastra architettonica fittile dal tempio dell'Ara della Regina. Museo archeologico nazionale tarquiniense.

Il declino dell'emporia ionica e l'esito della battaglia di Cuma furono causa del ristagno della produzione artistica etrusca del V secolo a.C. i cui contatti si limitavano ormai alla Magna Grecia e alla Sicilia. Tra le motivazioni interne vi fu il declino dei ceti urbani intermedi a favore di una nuova oligarchia poco dedita all'ostentazione. Anche la circolazione degli artisti diminuì. Già alla fine del VI secolo a.C. si era verificato quel fenomeno che Mario Torelli ha definito produzione delegata, riferendosi alle tipologie vascolari prodotte ad Atene specificamente per il mercato etrusco, come nel caso delle anfore nicosteniche; allo stesso fenomeno, alla metà del V secolo a.C., si riconduce la presenza di artigiani etruschi ad Atene (se ne conserva testimonianza per l'officina del Pittore di Pentesilea), dove firmavano in lingua etrusca opere destinate alla madrepatria.
La crisi investì soprattutto l'area costiera e meridionale, mentre le zone interne e settentrionali, che avevano conosciuto uno sviluppo più lento e omogeneo in precedenza, divennero la principale area economica e produttiva.
Chiusi è la città nella quale in questi anni diviene più facile seguire i tempi e i modi della penetrazione delle forme classiche. Dal 470 a.C. circa si data una serie di statue-cinerario sedute o, in seguito, per una maggiore ellenizzazione, recumbenti, che sostituisce interamente la produzione dei cippi e delle urne scolpite a bassorilievo, riprendendo una tipologia in parte già in uso in epoca arcaica. Da uno stile tardo arcaico gli scultori chiusini passarono ad una assimilazione di forme protoclassiche e poi fidiache nel trattamento dei panneggi e policletee nei nudi. La produzione, a parte alcuni pezzi di eccezione, divenne di bottega nel IV secolo a.C. Oltre alla scultura in pietra Chiusi raggiunse alti livelli nella lavorazione del bronzo, esemplificata dal celebre lampadario di Cortona al Museo dell'Accademia Etrusca e della città di Cortona; non vi era eccellenza invece nell'ambito della coroplastica che continuò a essere praticata dalle maestranze di Veio, fino alla caduta della città nel 396 a.C. L'ingresso delle forme protoclassiche e classiche, che avvenne a Veio per il tramite di Taranto, Capua e Anzio, giunse agli esiti oggi percepibili nelle statue votive provenienti dal santuario di Portonaccio, che indossano l'himation e si atteggiano in pose policletee. Orvieto diede l'avvio verso il 430-420 a.C. ad un programma pubblico per la ricostruzione dei santuari di Vigna Grande, Belvedere, via San Leonardo e Cannicella che permette di seguire l'influenza dello stile classico nella decorazione architettonica fittile; negli stessi anni Orvieto si poneva come grande centro per la statuaria in bronzo, della quale restano tuttavia scarse tracce, tra le quali il Marte di Todi, una delle duemila statue bronzee sottratte dai Romani durante il sacco di Volsinii del 264 a.C. (Plinio, Nat. hist., XXXIV, 34).
Nell'Etruria padana si segnalano per la seconda metà del V secolo a.C. le stele funerarie felsinee, decorate a bassorilievo, e i corredi funerari dalla Necropoli della Galassina, in particolare un raffinato specchio in bronzo con decorazione figurata incisa e una grande cista bronzea cordonata.
Dopo la caduta di Veio e l'espansione celtica nell'Etruria padana, iniziò una riorganizzazione sociale su base cittadina che, minando il precedente assetto oligarchico, soprattutto nel meridione (Vulci, Tarquinia, Falerii e Caere), provocò una ripresa dei consumi privati e della committenza pubblica, oltre al rifiorire delle piccole città all'interno. A seguito della perdita della funzione politica del simposio si interruppero le importazioni di ceramica dall'Attica e si stimolarono le produzioni locali a favore dei ceti medi; alla riduzione nella produzione del vasellame da mensa, in metallo e in ceramica, seguì la scomparsa della decorazione alla metà del III secolo a.C., sostituita dai soli stampi commerciali.
La lavorazione del bronzo copriva l'intero territorio, concentrando la produzione più impegnativa nei centri tradizionali. Nel campo della bronzistica minore, gli specchi etruschi, decorati a incisione e talvolta a rilievo, si datano dalla fine del VI secolo a.C., ma videro un periodo di particolare eccellenza nel IV e nel III, con una produzione soprattutto vulcente e orvietana. A questo artigianato artistico, interessante quanto la ceramografia per le connessioni con la grande pittura, si collegano le ciste prenestine, notevoli nel IV secolo a.C., prodotte da maestranze etrusche. Anche in altri campi della lavorazione del bronzo l'Etruria meridionale sembra, nel IV secolo a.C., essere stata all'avanguardia.
La scultura in pietra riemerse in Etruria meridionale e a Chiusi con la produzione dei sarcofagi destinati all'interno delle tombe a camera e con il ritorno della scultura riservata all'esterno dei sepolcri. Le figure dei banchettanti sui coperchi dei sarcofagi permettono di individuare l'ingresso del tipo eroico del ritratto (da intendersi in senso non fisionomico), derivato da quelli di Alessandro Magno e dei diadochi (v. Ritratto ellenistico); l'evoluzione dei bassorilievi sulle casse, assimilabile a quella della decorazione pittorica funeraria, permette di individuare il nuovo meccanismo di autocelebrazione degli aristocratici etruschi, ormai esaltati in quanto figure pubbliche nelle processioni magistratuali, un motivo sconosciuto nel mondo greco.
Nell'ambito della committenza pubblica si segnala l'attività di Falerii con l'edificazione del tempio di Giunone Curite, il rifacimento della decorazione del tempio dei Sassi caduti e la costruzione, alla fine del secolo, del tempio dello Scasato la cui impronta ellenistica è di derivazione tarantina. In area costiera si ampliò l'Ara della Regina di Tarquinia e si costruì il tempio grande di Vulci. A Pyrgi si ricorda l'altorilievo per il columen anteriore del tempio A.
Ad ambito pubblico appartenevano probabilmente, oltre alla Chimera di Arezzo, anche le teste ritratto, dotate di funzione onoraria; tra queste, il Bruto capitolino rientrava già in un linguaggio, detto medio italico, che per un certo periodo accomunò la produzione in Etruria, Lazio e Campania. Con la graduale conquista romana le caratteristiche proprie che la produzione etrusca aveva fatto emergere, pur attraverso l'adozione della cultura greca, si affievolirono fino a confluire, insieme ai contributi provenienti da altre civiltà della penisola, nell'arte detta medio italica, caratterizzata da un linguaggio comune, di koiné. Era un linguaggio basso e uniforme, identificabile per una progressiva semplificazione formale che giungeva alla sola restituzione degli elementi simbolici, funzionali all'identificazione dello status della committenza. Allo stesso tempo continuò a vivere l'arte legata alla committenza privata più alta per la quale si realizzarono opere grandiose e isolate come la tomba dell'Orco e la tomba François.

### Medio e tardo ellenismo

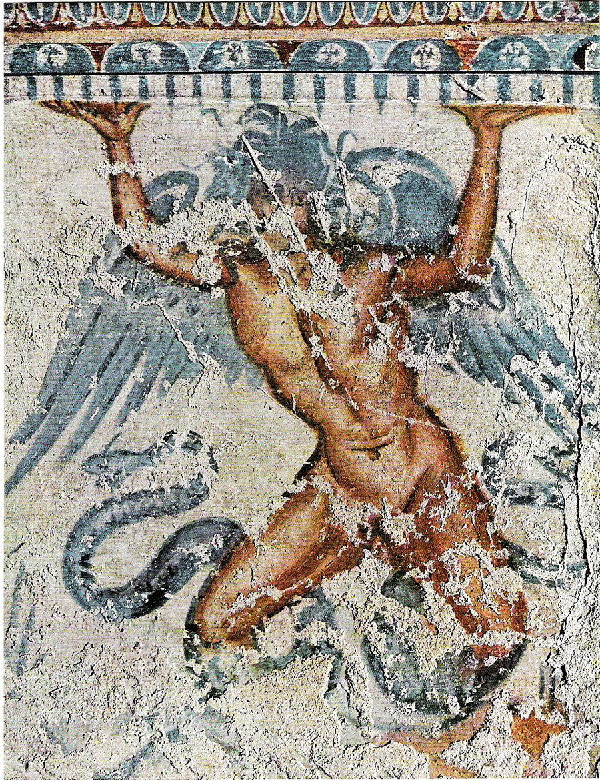
Tomba del Tifone, particolare del pilastro centrale. Tarquinia.

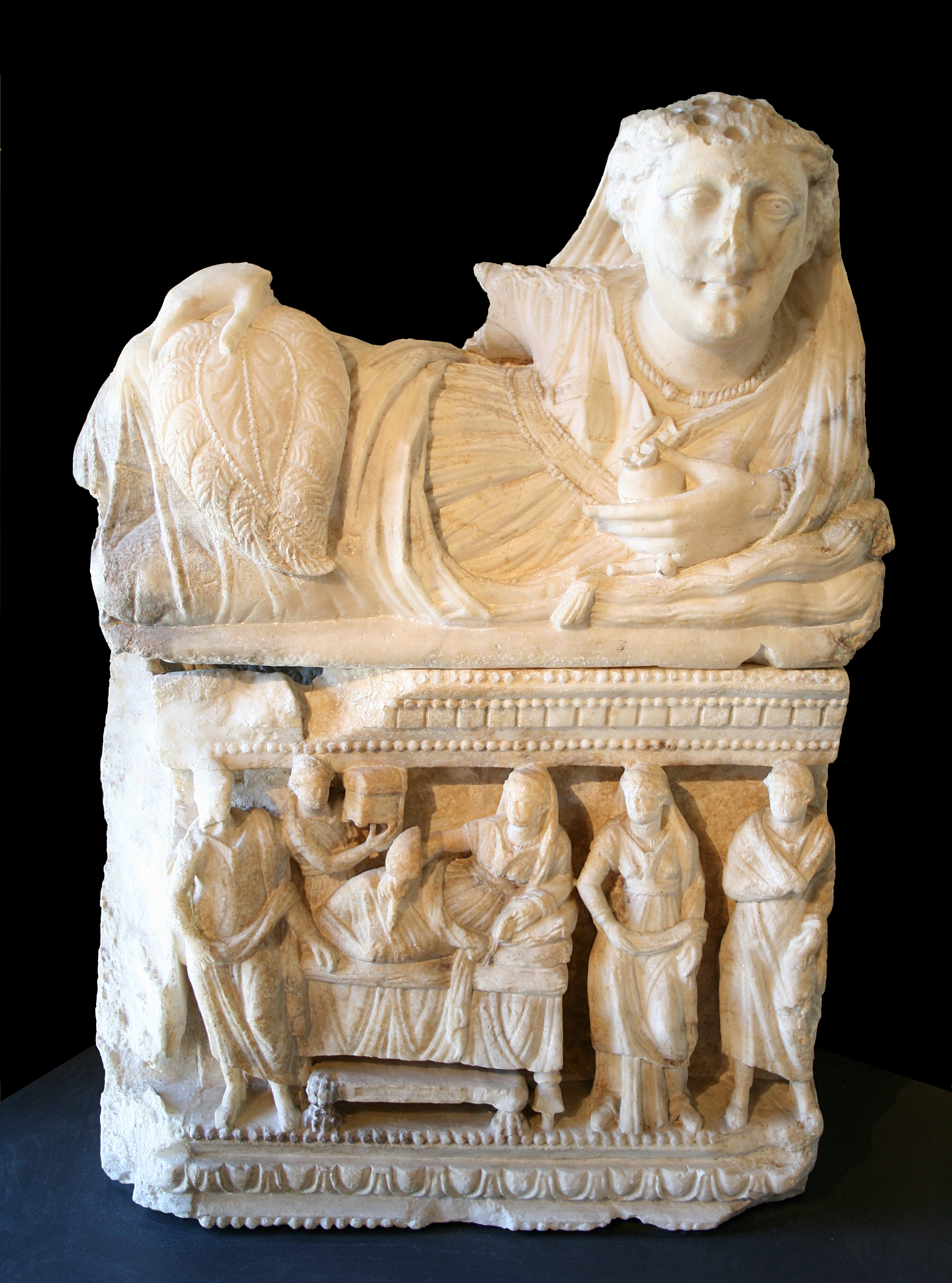
Urna volterrana in alabastro, Gruppo Kymation ionico I. Museo gregoriano etrusco 13896.

La pace romana del 280 a.C. non influì tanto sulla produzione legata alle committenze alte, quanto su quella destinata ai ceti medi. Dopo la seconda guerra punica la cultura di koiné fu sostituita da modelli culturali e iconografici provenienti da Roma, ormai inserita nell'ambiente delle monarchie ellenistiche, divenendo un punto di attrazione per le maestranze greco-orientali e ateniesi.
Al nord, a Chiusi e Perugia, accanto alla vecchia oligarchia si formò una committenza nuova costituita da piccoli proprietari terrieri. Le nuove e più modeste strutture tombali testimoniano di questo cambiamento e livellamento verso una produzione di tipo medio. Le commissioni alte tuttavia, legate all'esistenza di una classe politica ed economica ancora intatta, diedero manifestazione di grande vitalità, della quale è mirabile esempio l'Ipogeo dei Volumni, interamente realizzato da maestranze chiusine. Se l'ipogeo dei Volumni è l'ultimo esempio di tomba gentilizia nell'Etruria settentrionale, il linguaggio che vi si esprime, malgrado la contrazione dei consumi, crollò definitivamente, insieme all'identità della classe sociale che ne aveva determinato l'esistenza, solo con l'età delle guerre civili. Le nuove classi intermedie, allo stesso tempo, stimolavano l'arte funeraria delle urne e dei sarcofagi. Questi vedessero, verso la metà del III secolo a.C., la rinascita di una tradizione artigianale precedente, rinnovata dall'ingresso di maestranze provenienti dal sud dell'Etruria, verosimilmente da Tarquinia; l'evoluzione formale delle urne nelle città del nord segue lo stesso percorso dei sarcofagi tarquiniesi, con un progressivo avvicinamento alla ritrattistica romana per quanto riguarda le figure sui coperchi, e con l'ingresso a Chiusi e a Volterra di tematiche mitologiche e storiche nei rilievi delle casse, formalmente assimilabili alla produzione tarantina. A Chiusi è sensibile la derivazione dei temi da modelli preesistenti e trasmessi attraverso "cartoni"; a partire dalla metà del II secolo a.C. le urne chiusine vennero prodotte prevalentemente a stampo e dipinte in vivace policromia. Una figura determinante è stata riconosciuta in questo ambito, attiva tra Chiusi, Volterra e Perugia, ed è stata chiamata Maestro di Gianni, per il soggetto dell'urna che si ritiene sia l'opera sua più alta (Museo gregoriano etrusco 13887). Caratterizzato dal forte influsso pergameno e forse di origine greca lo si ritiene responsabile dell'ingresso delle tematiche mitologiche a Perugia, e dell'origine della produzione di qualità che si verifica a Volterra nella prima metà del II secolo a.C.
La committenza per urne e sarcofagi si differenziava nei materiali impiegati, più o meno preziosi, dall'alabastro al tufo. A queste differenze sembra corrispondessero le diverse tematiche affrontate nei rilievi della cassa, più frequentemente legati alla mitologia greca per le committenze colte e a temi locali per le classi medie. La coroplastica architettonica templare era formalmente collegata alla scultura funeraria: se ne ha esempio nella decorazione del tempio di Talamonaccio, affine all'ellenismo pergameno. La bronzistica era confinata ad Arezzo, da dove giunse la nota statua dell'Arringatore.
In area meridionale, già romanizzata negli ultimi decenni del II secolo a.C. diminuì la committenza più alta per un esodo verso Roma e restò quella media, legata alla plastica fittile a carattere devozionale del periodo. A Caere l'ultima tomba gentilizia, la tomba delle Iscrizioni, è datata all'inizio del III secolo a.C., lo stesso vale per Vulci, ma a Tarquinia la tomba del Tifone è del terzo quarto del secolo e prosegue la grande tradizione della pittura tarquiniese tardo-classica. Con il II secolo a.C. la decorazione pittorica funeraria terminò anche a Tarquinia, così come la decorazione scultorea e le facciate architettoniche delle tombe. Le nuove sepolture gentilizie continuarono ad utilizzare i sepolcri già esistenti.
I sarcofagi in pietra di Tarquinia, dopo le opere di qualità della prima metà del III secolo a.C., seguirono un percorso di decadimento che giunse nella seconda metà del II secolo a.C. alla semplificazione formale sia delle casse, ormai rozzamente scolpite o solo dipinte, sia dei coperchi le cui figure venivano rappresentate con una tunica che non riusciva a mascherarne l'inconsistenza. Di qualità superiore erano i contemporanei sarcofagi fittili prodotti a Tuscania, più vicini alle esperienze dell'Etruria settentrionale. Anche nell'ambito delle terrecotte architettoniche, templari e di provenienza domestica, le maestranze chiusine e volterrane riuscirono ad apportare una vitalità che svanì totalmente dalla seconda metà del II secolo a.C. Infine, con la colonizzazione graccana, si inserirono in Etruria meridionale, area tradizionalmente trainante per l'artigianato artistico etrusco, i monumenti romani, interrompendone definitivamente la continuità.

## La città etrusca

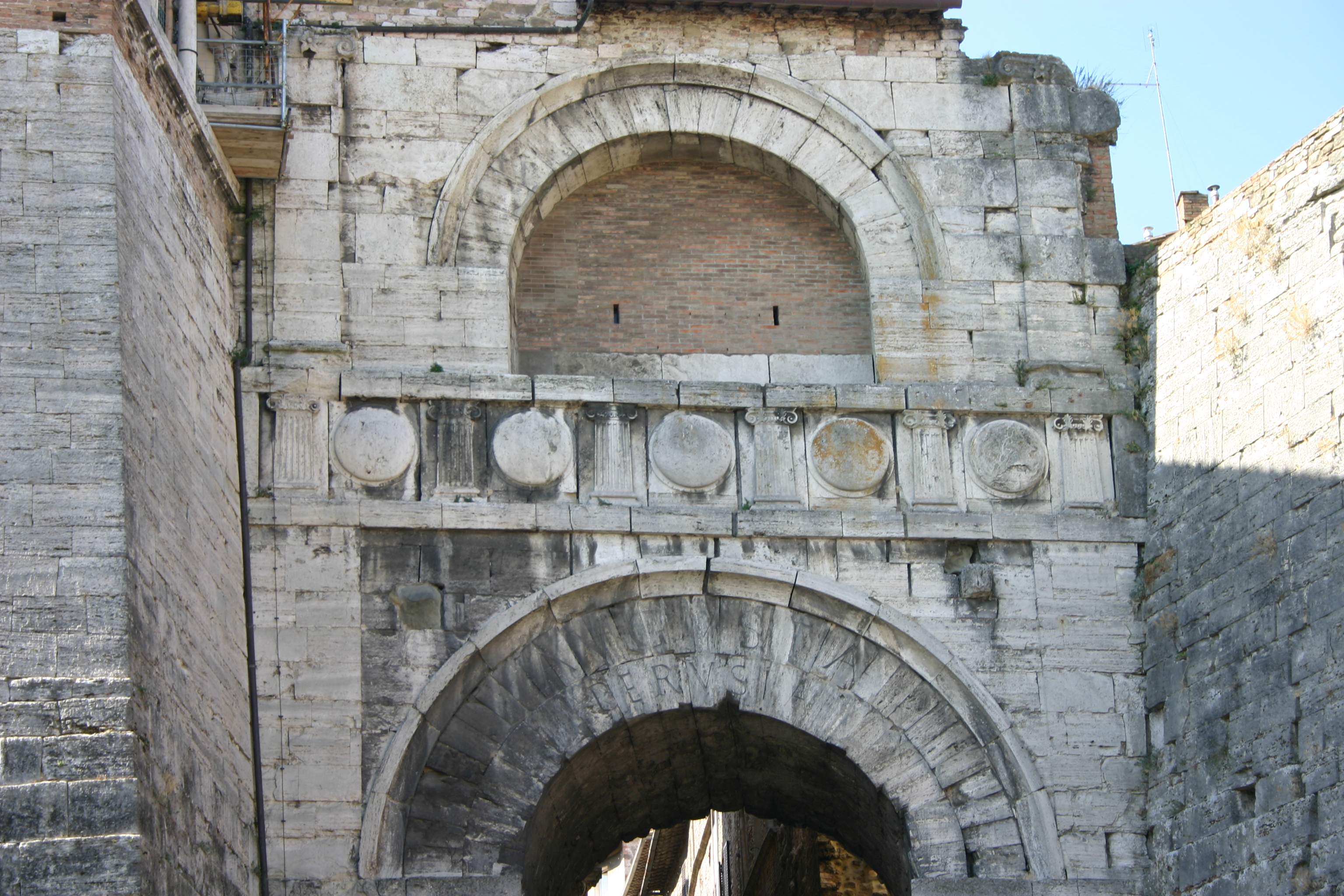
Arco di Augusto. Perugia.

Nel formarsi e trasformarsi degli insediamenti proto-urbani etruschi si distinguono le aree di alcune città del Lazio, tra le quali Roma, dove è stata rilevata una sostanziale continuità di insediamento dall'età del bronzo a quella del ferro, e aree quali quelle di Veio, Caere, Tarquinia, Vulci, Vetulonia, che si formarono in seguito all'abbandono di precedenti insediamenti montani. Gli insediamenti del IX secolo a.C. dominavano bacini fluviali o lacustri, erano costituiti da diversi aggregati di capanne separati da ampie zone adibite all'agricoltura ed erano protetti da difese naturali. Al di fuori del perimetro che riuniva tali aggregati si trovavano diversi sepolcreti, pertinenti ciascuno ad un proprio villaggio. La scelta degli stanziamenti doveva dipendere dal controllo delle vie di comunicazione, sia terrestri che marittime. Per la fase successiva, nello svilupparsi dell'urbanizzazione dall'età villanoviana a quella orientalizzante, a spese dei centri minori, tra VIII e VII secolo a.C., non si riscontrano elementi di pianificazione territoriale, ma si verificò una progressiva concentrazione negli abitati principali e l'accoglienza del modello greco della polis, almeno a livello esteriore, a partire dai centri dell'Etruria meridionale, maggiormente a contatto con la civiltà greca. L'abbandono dei piccoli agglomerati comportò l'unificazione dei diversi sepolcreti all'interno di vere e proprie necropoli.
Tra VII e VI secolo a.C. si ebbe la conclusione del processo di urbanizzazione delle zone costiere con l'affermarsi definitivo dei grandi centri, come Caere e Vulci; il nuovo assetto determinò da questo momento lo svilupparsi di una realtà sociale differente, non più legata al potere di un unico sovrano, ma a quello di una ristretta oligarchia. Il mutamento comportò una minore ricchezza dei corredi tombali, conseguenza di un più allargato accesso alle maggiori disponibilità economiche e di un minore accentramento delle stesse.
Il tracciato urbanistico ortogonale è un fenomeno riscontrabile in aree di nuova fondazione a partire dal VI secolo a.C., ma spunti di regolarizzazione dello spazio esistevano già precedentemente. Acquarossa presentava un impianto irregolare, con tendenza all'ortogonalità solo in alcune zone, riferibili ad epoche più recenti nella storia del luogo. Esempio di città etrusca di nuova fondazione, pianificata a partire dal tracciato ortogonale è invece la città etrusca di Marzabotto (Kainua), costruita alla fine del VI secolo a.C., o all'inizio del V, su due assi perpendicolari tracciati ritualmente. L'idea di fondare gli abitati partendo da due strade perpendicolari era di uso comune in Grecia, soprattutto in aree colonizzate, e fu ripresa in epoche successive anche dai Romani per fondare accampamenti e città, ma non esisteva un modello unico per la costituzione dei centri abitati etruschi, i quali variavano in base alla geografia del luogo e in base all'epoca di sviluppo. Una tendenza all'assetto regolare si rintraccia dalla fine del VI secolo a.C. anche nelle necropoli monumentali, ad esempio nella necropoli della Banditaccia, dove strade parallele vennero tracciate a dividere zone pressoché uguali tra loro. Simile situazione si sviluppò anche a Orvieto. Questi impianti, caratterizzati da maggiore uniformità, riflettono l'esistenza di un potere centrale in grado di pianificare lo sviluppo dell'area e di una classe sociale intermedia come destinataria, caratteristiche non riscontrabili ovunque in Etruria e collegate ai centri dotati di maggiore organizzazione urbanistica. Anche le dipendenze portuali delle città marittime furono costruite a partire da un tracciato regolare, come nel caso di Pyrgi.
Lo svilupparsi delle città a partire da un centro di alto valore politico e sacrale è documentato alla metà del VII secolo a.C. a Roselle dove si data alla stessa epoca anche la cinta fortificata in mattoni crudi, con sette porte di ingresso, poi ricostruita nel VI secolo a.C. con massi in calcare. Tra V e IV secolo a.C. quasi tutte le città dell'Etruria si erano ormai dotate di una cinta muraria. Le porte di ingresso erano inizialmente e generalmente costituite da semplici architravi, ma a partire dal V secolo a.C. assunsero talvolta caratteristiche imponenti a forma di arco, costruite incastrando a secco i blocchi di tufo. Le porte di epoca tardo-etrusca, come ad esempio la Porta all'Arco di Volterra, erano inoltre decorate con fregi e bassorilievi nelle loro parti principali (la chiave di volta e il piano d'imposta). Notevole la costruzione delle mura di Perugia, con la porta Marzia e l'Arco di Augusto (III-II secolo a.C.), i cui valori di solidità e potenza saranno ripresi nelle fondazioni coloniali di epoca augustea.
La nascita della tipologia templare è datata all'inizio dell'età arcaica. I santuari potevano essere cittadini o extraurbani, questi ultimi edificati solitamente in luoghi di scambio, al centro di importanti assi viari, nei porti o negli empori, inizialmente a spese di personaggi particolarmente facoltosi ma in seguito sostenuti dalle decime dei fedeli. I santuari extraurbani e gli empori furono in epoca arcaica luoghi fondamentali per l'integrazione di elementi culturali esterni e soprattutto greci. I luoghi di culto cittadini si trovavano invece solitamente sull'acropoli e nelle vicinanze di questa, dedicati alle divinità protettrici del luogo e costruiti a spese dell'oligarchia dominante.

## Tecniche e forme d'arte

### Architettura
Lo stile architettonico etrusco è principalmente caratterizzato dal passaggio dagli archi a strati orizzontali a quelli a tutto sesto a cunei di cui gli Etruschi fecero grande uso anche nelle grandi opere idrauliche come la Cloaca Massima a Roma. Dall'arco si passò quindi alle volte e alle cupole, di cui quel popolo fu il primo utilizzatore in Europa. Agli Etruschi si deve l'ordine tuscanico, generalmente considerato un adattamento in terra italica dell'ordine dorico greco.

### Pittura

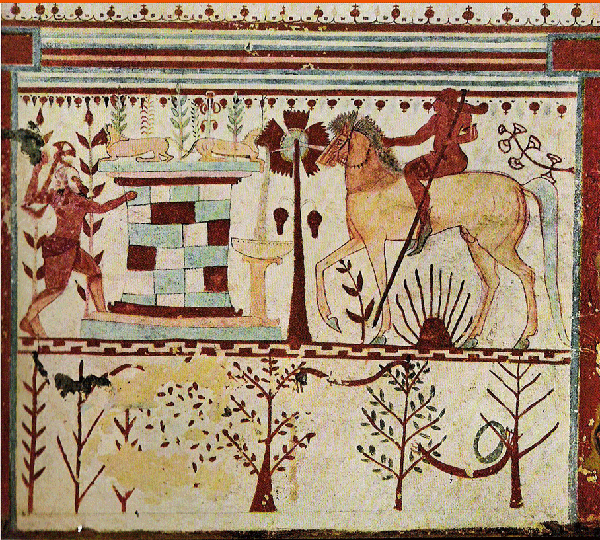
Agguato di Achille a Troilo, tomba dei Tori, affresco, 530 a.C. circa. Tarquinia (Viterbo).

Gli ambienti sepolcrali non erano gli unici luoghi affrescati in Etruria, ma sono quelli meglio conservati. Dalle prime esperienze del VII secolo a.C. l'uso di dipingere le pareti delle tombe con scene legate agli ideali della vita aristocratica, ai riti funerari e alla vita ultraterrena si diffonde manifestando l'accoglienza della lezione della pittura greca in scene a soggetto sempre più complesso, all'inizio mediate dalla ceramica greca, che fonde temi locali ai modelli greci. La tecnica pittorica maggiormente utilizzata era l'affresco, solo in pochi casi si riscontra l'uso della pittura a secco; uno di questi è la tomba del Barone. Ad una prima fase di grande libertà nella composizione e nella scelta tematica segue un periodo di maggiore contenimento e standardizzazione; i grandi e complessi cicli pittorici si hanno con la metà del IV secolo a.C. e culminano nella tomba François di Vulci che, caratterizzata da una più accentuata volontà celebrativa e più precisi riferimenti alla realtà contemporanea, è tra le tombe dipinte etrusche quella che maggiormente si avvicina ai sepolcri tarquiniesi dove si formò una scuola pittorica particolarmente originale e vivace.

### Scultura

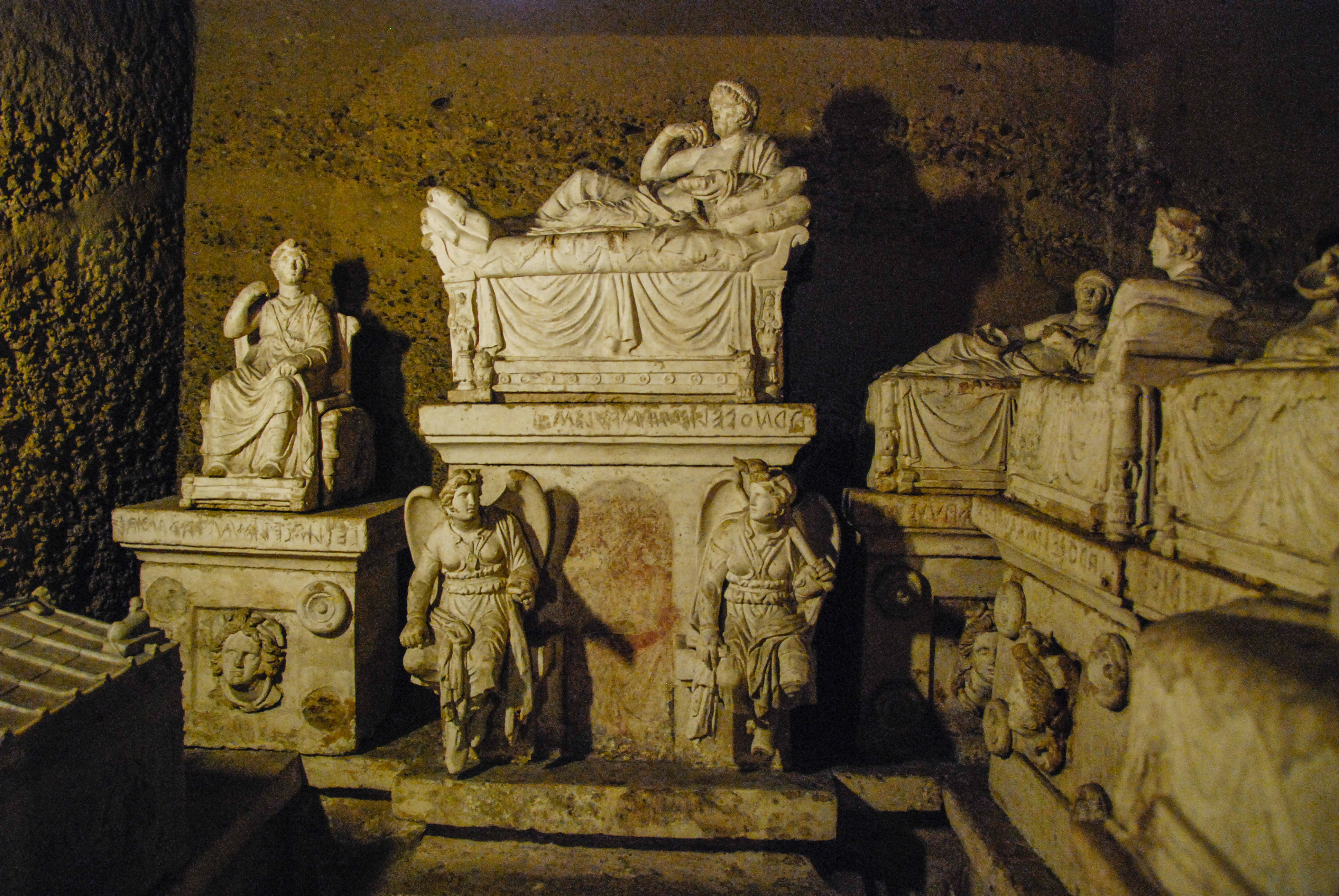
Ipogeo dei Volumnii, seconda metà del II secolo a.C. Perugia.

La scultura etrusca, pur essendo fortemente influenzata dalla scultura greca, non seguì un percorso di armonia e perfezione formale. I singoli centri svilupparono gli stimoli che giungevano dall'esterno in modo autonomo dando luogo ad una produzione diseguale ed estranea a coerenti ricerche formali. Influenze ioniche e attiche si evidenziano tra VI e V secolo a.C., mentre la scultura greca di epoca classica è recepita in modo marginale e superficiale. Dalla prima metà del V secolo a.C. le forme si attardano su elementi arcaici, persino più originali che in passato, per un rinvigorirsi delle tradizioni e delle forme locali. Con il IV secolo inizia la produzione dei sarcofagi in pietra che condurrà in età ellenistica alle eccezionali urne rinvenute nell'ipogeo dei Volumni a Perugia.
I materiali principali con i quali si esprime la grande scultura etrusca sono il bronzo e la terracotta; del primo restano scarse tracce che possono essere esemplificate nella Lupa capitolina e nella Chimera di Arezzo, della lavorazione della terracotta restano invece testimonianze notevoli in ambito pubblico e privato, con funzioni decorative, votive o funerarie.

### Oreficeria

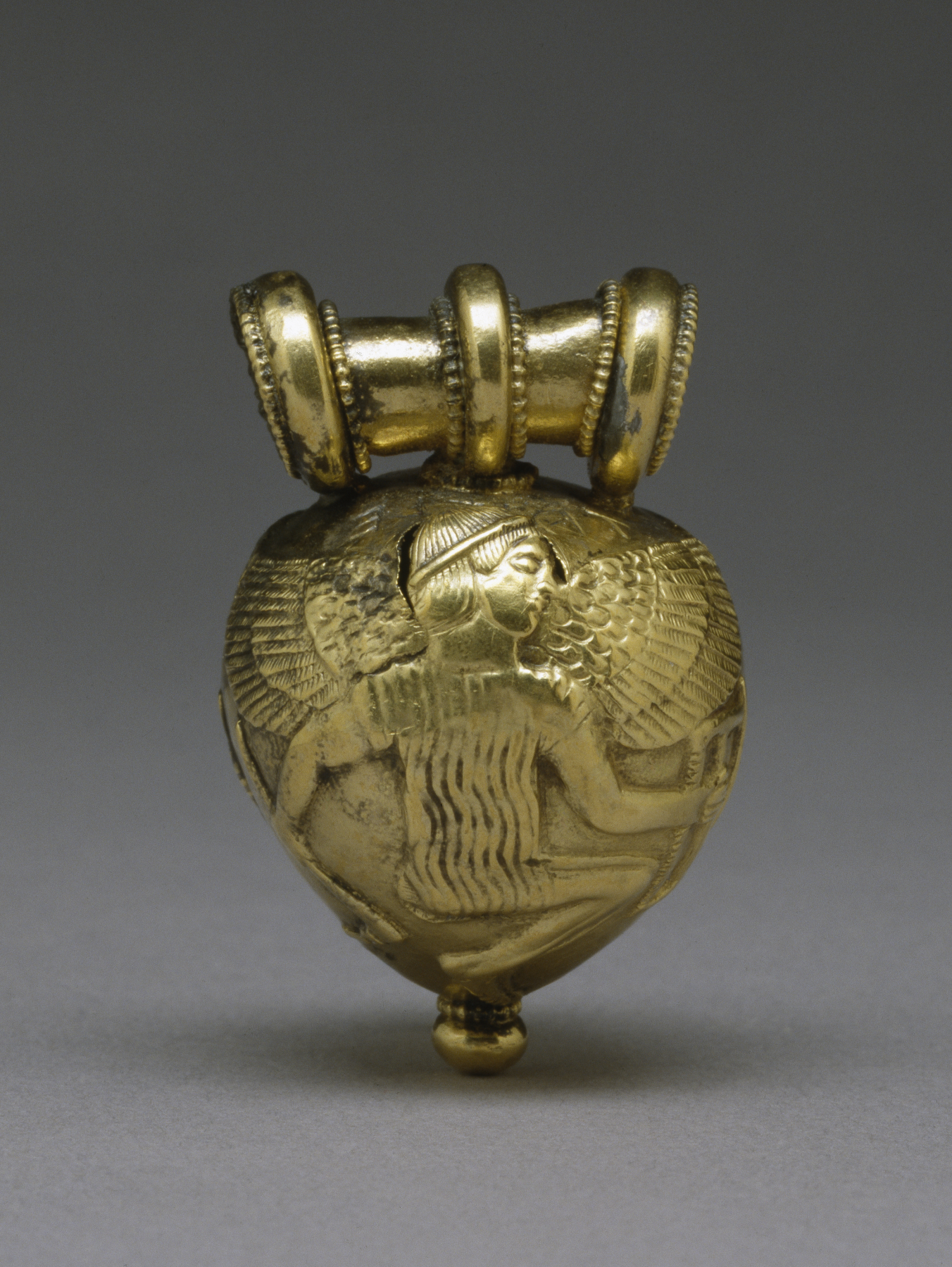
Bulla etrusca con Dedalo e Icaro (lato A). Baltimora, Walters Art Museum 57371.

Gli artigiani etruschi furono in grado di praticare le più sofisticate tecniche di lavorazione dei metalli preziosi: repoussé (sbalso/cesello), incisione, filigrana, granulazione. La conoscenza di queste tecniche giungeva loro insieme agli artigiani e agli oggetti di lusso del Vicino Oriente, ma essi seppero perfezionarle padroneggiandole soprattutto nel VII e VI secolo a.C. I gioielli etruschi entravano a far parte dei corredi funerari e in questo modo sono giunti sino a noi. Oggetti di straordinaria ricchezza e fattura sono stati rinvenuti nelle tombe Barberini e Bernardini di Palestrina e nella Regolini-Galassi di Caere. Un oggetto che doveva in particolar modo distinguere lo status del defunto in questi contesti tombali era il pettorale in lamina d'oro. Allo stesso ambito produttivo occorre riferire il vasellame in materiale prezioso, come anche gli oggetti in avorio. Si tratta di oggetti importati o fabbricati sul luogo da artigiani immigrati; uno dei principali luoghi di stanziamento per questo tipo di artigianato estero sembra essere stato Caere e qui come altrove, Vetulonia per esempio, possono essersi formati gli apprendisti etruschi.
Durante il VI secolo a.C. non si registrano innovazioni tecniche rispetto al periodo precedente, ma gli oggetti mostrano una maggiore attenzione agli aspetti coloristici mediante inserzione di pietre colorate. Tipicamente etruschi tra metà del VI secolo a.C. e la metà del V sono gli orecchini a bauletto; la produzione di epoca arcaica si concentra a Vulci ed è caratterizzata da una decorazione più semplice e da tipologie greco-orientali, mentre a Caere resta una produzione di oggetti più complessi e raffinati. Dopo il VI secolo a.C. la filigrana e la granulazione scompaiono, continua ad essere impiegato invece il repoussé. In epoca classica ed ellenistica si diffonde l'uso delle corone con foglie in lamina d'oro e quello delle bulle, decorate a sbalzo. La gioielleria etrusca di epoca ellenistica in particolare sembra derivare il proprio gusto dalle produzioni tarantine; tornano ad essere impiegate la filigrana e la granulazione.